# 吕涅 (曼恩-卢瓦尔省)
吕涅（法語：Luigné，法語發音：[lɥiɲe] ⓘ）是法国曼恩-卢瓦尔省的一个旧市镇，属于昂热区。2016年12月15日，吕涅和相邻的9个市镇合并为新市镇布里萨克-卢瓦尔-欧邦斯。

## 地理
吕涅（47°17'6"N, 0°23'31"W）面积9.58 平方千米，位于法国卢瓦尔河地区大区曼恩-卢瓦尔省，该省份为法国西部内陆省份，大致对应安茹地区，北起顺时针与马耶讷省、萨尔特省、安德尔-卢瓦尔省、维埃纳省、德塞夫勒省、旺代省、大西洋卢瓦尔省和伊勒-维莱讷省接壤。
与吕涅接壤的市镇（或旧市镇、城区）包括：莱萨勒、布里涅、沙瓦涅、马蒂涅布里扬、努瓦扬拉普莱讷、索尔热洛皮塔勒。
吕涅的时区为UTC+01:00、UTC+02:00（夏令时）。

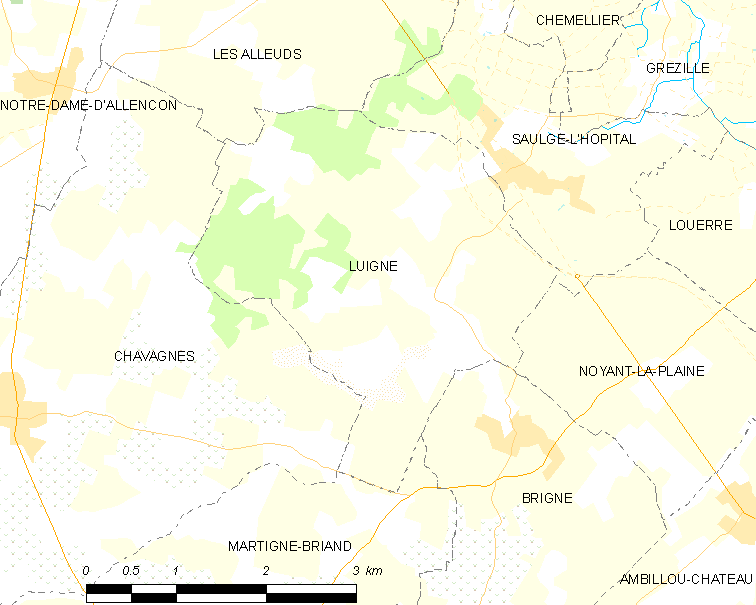
吕涅的OSM定位图

## 行政
吕涅的邮政编码为49320，INSEE市镇编码为49186。

## 政治
吕涅所属的省级选区为莱蓬德塞县。

## 人口

1962-2008年间吕涅人口变化图示

吕涅于2018年1月1日时的人口数量为285人。